# 柏まつり
柏まつり（かしわまつり）とは、千葉県柏市で、毎年7月下旬に行われる祭り。毎年70万人の人出がある、柏市だけでなく千葉県内でも大規模な祭りの1つである。

## 概要
1970年（昭和45年）頃は、柏駅周辺の再開発ラッシュに沸いていた時期であった。そのような状況の中、地元商店会としても盛り上がれるイベントをと考え、徳島県から阿波踊り（徳島市阿波おどり）の有名連を数連呼んで、小規模な阿波踊り大会を開催したのがはじまりである（ただし、「柏まつり」になってからは基本的に阿波踊りは行われていない）。
そして、更に発展しかつ地元に密着した祭りをつくりあげようと、1971年（昭和46年）に柏駅周辺の地元商店会が中心となって「柏商業まつり」として開催したのが、「柏まつり」の前身である。またこのとき、阿波踊りに代わる地元ならではの踊りをやろうと考え、作られたのが柏おどりである。第1回の「柏商業まつり」では、この柏おどりと、元々存在した踊りである京北音頭が踊られるようになった。「柏おどりパレード」や「柏おどりコンテスト」でこれらが披露されていたが、2019年（令和元年）でいずれも結果的に終了し、2023年（令和5年）からは「柏おどりLIVE」としてリニューアルされた。
1978年（昭和53年）からは、柏市役所も祭りに協力するようになり、名称を「サマーフェスティバル・柏まつり」と変更したのが第1回。後に「柏まつり」となり、2017年（平成29年）で第40回目を迎えた。毎年、柏駅東口・西口それぞれで各種イベントが展開される。
下記が開催概要である。後述する1995年（平成7年）、2011年（平成23年）の規模縮小開催時はこれとは異なる。
- 開催時期：毎年7月下旬の土・日2日間（概ね第4土曜・日曜）
- 開催時間：15:00～21:00（2019年までは、概ね13:00～20:00）[3]
- 開催場所：柏駅東口、西口駅前

### 交通規制

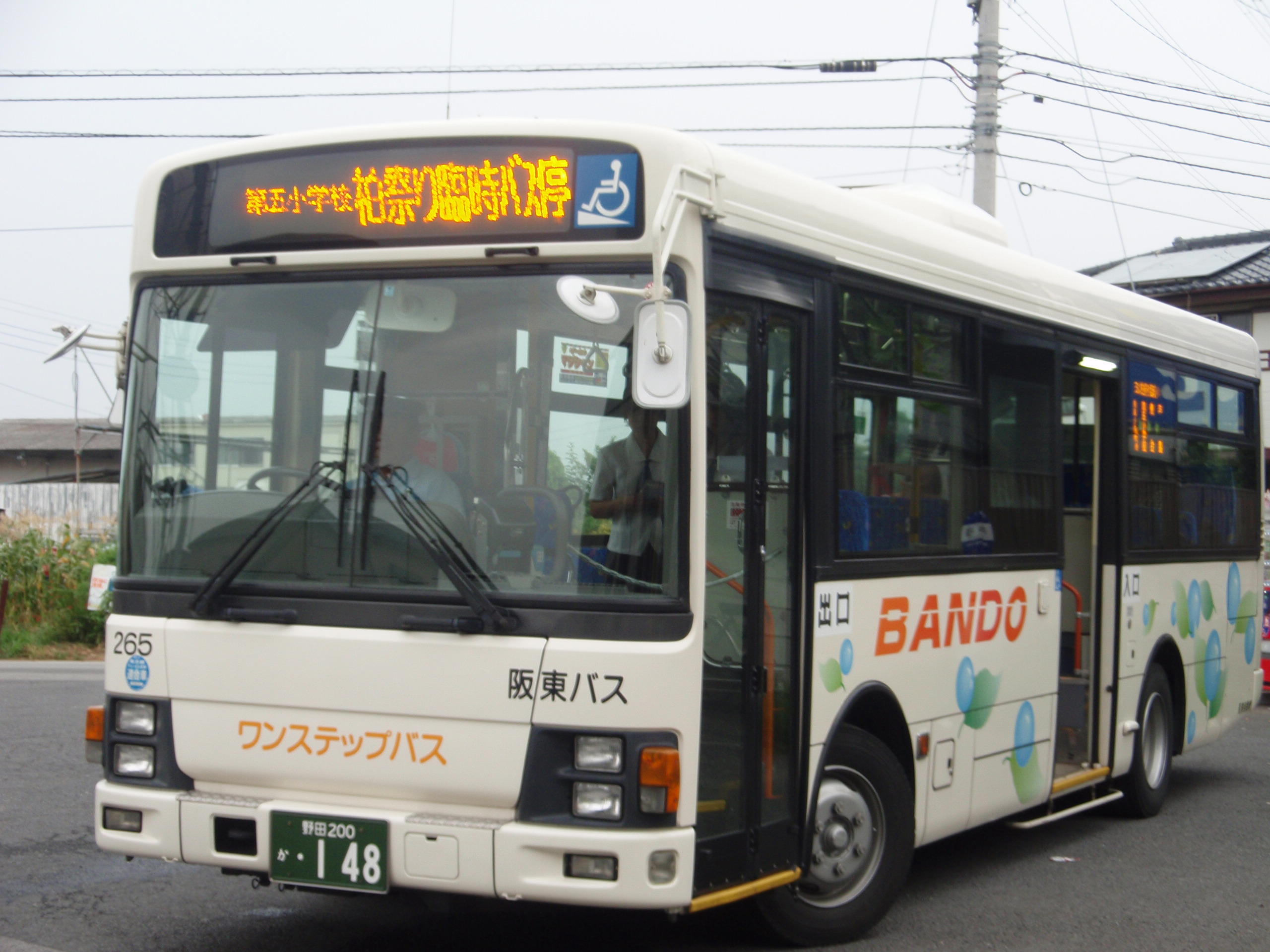
柏まつり臨時バス（阪東自動車）

当日は柏駅周辺は大幅に道路規制が実施される。柏駅前の道路の多くは、祭り開催2時間程度前から開催後1時間程度の間、通行止めとなる（但し、国道6号、国道16号は規制なし）。
そのため、路線バス乗り場、タクシー乗り場が規制区域の外に臨時乗降場を設置する。路線バスだけでなく、イオンモール柏・モラージュ柏などの送迎バスも同様の措置がとられる。

### テレビ放映
祭りの模様は、毎年8月上旬 - 中旬に千葉テレビ放送（チバテレ）で1時間枠で放映される（本放送と再放送の2回放送）。チバテレ開局当初より毎年放送されている番組でもある。
出演するレポーターは、柏ねぶたで運行または跳人体験をするのが恒例となっている。ただし2008年の放送では、祭り2日目の夕方に激しい雷雨となり、柏ねぶたが中止された。そのため、リポーターが跳人として踊るシーンが撮影される予定であったが収録できず、柏まつり特番の中で柏ねぶたに関して放送できない事態となってしまった（このときは、来場者へのインタビュー等で穴埋めして放送した）。
通常チバテレで放送される祭礼特番は、ナレーションのみか、ローカルタレントやフリーアナウンサーがレポートする形式が大方である。2013年までは柏まつりでもこの形態であったが、2014年の放送からは比較的全国区のお笑いコンビが出演している。なお、2019年（令和元年）の放送を最後に放送されておらず、後述する再開後も放送実績が無い。
- 2014年：マシンガンズ
- 2015年：デンジャラス（ノッチ・安田和博）[5]
- 2016年：新宿カウボーイ[6]
- 2017年：オジンオズボーン
- 2018年：トンツカタン[7]
- 2019年：いかちゃん、ターリーターキー

## 歴史
- 1971年（昭和46年）：「柏商業まつり」開催
- 1978年（昭和53年）：「柏まつり」に改称して、第1回開催（当時の名称は正確には「サマーフェスティバル・柏まつり」）
- 1994年（平成6年）：「柏ねぶた」が初開催。
- 1995年（平成7年）：この年に発生した阪神・淡路大震災の影響（柏市に地震の直接の被害はないが、震災の影響による祭事の自粛が各地で相次いだこと）により、規模縮小・会場変更の上開催（この年だけ柏駅から離れた「柏ふるさと公園」で1日だけ開催し、ささやかなステージイベントと模擬店だけの質素な形での開催である。このときは、手賀沼花火大会と同日開催で、実質花火大会のプレイベントだった。）[8]。
- 1996年（平成8年）：再度、柏駅前での開催に戻る。
- 1997年（平成9年）：「柏ねぶた」が復活し、以後「柏ねぶた」が1つの名物となる。
- 2011年（平成23年）：この年に発生した東日本大震災の影響により、規模縮小の上開催[9]。主な変更点は以下のとおり[10]。
  - 柏駅前の開催は通常通りだが、開催時間を13:00-19:00に変更
  - 柏ねぶたは両日18:00-19:00の1時間に短縮され、西口では両日のクライマックスのイベントになる（例年は「輪おどり」である）
  - そのほかのイベントについても、例年より開始時間が前倒し・時間短縮等の影響がある
- 2012年（平成24年）：これまでは、開催時間が14:00-21:00であったが、引き続き節電協力のため、この年より開催時間を13:00-20:00に変更した。
- 2018年（平成30年）：7月28日（土）については、台風12号の影響により中止（「柏おどりコンテスト」など、イベントの延期はなし）[11]。そのため、1995年以来となる1日間だけ（7月29日（日））の開催となった。
- 2019年（令和元年）：この年で、これまで恒例行事であった「柏おどりパレード」「柏おどりコンテスト」が最後となった。
- 2020年（令和2年）：開催時期である7月第4土日にあたる7月25日・26日が、2020年東京オリンピック開催時期と重なることとなった。そのため、警備上の問題、および他の時期への移動が市内の他のイベント・小中学校の学校行事等との兼ね合いから困難であるため、祭り自体を中止することになった（手賀沼花火大会も同様の理由で中止となり、柏市内の夏の主要イベントが全て中止の事態となった）。祭り全体の中止は、「柏商業まつり」時代を含めても初の事態となる[12][13]。
- 2021年（令和3年）：前述の東京オリンピックの延期、および新型コロナウイルス（COVID-19）の感染状況が不透明であるとして、前年に続いて2年連続での中止となった[14]。
- 2022年（令和4年）：当初予定では、リニューアルを施した上で7月31日に開催予定だったが、様々な制限を課した上での開催では期待に沿えないと判断して中止を決定。これにより、3年連続での中止となった[15]。
- 2023年（令和5年）：4年ぶりの開催[16]。開催時刻を15:00からに変更。「柏ねぶた」が、管理費や修繕費の高騰による問題で、この年が最後となる。また、2019年で廃止された「柏おどりコンテスト」の常連チーム等による「柏おどりLIVE」が新設される。
- 2024年（令和6年）：柏おどりをクラブミュージック風にアレンジした「シン☆柏おどり」を西口商店街が考案し、西口の新イベントとして開催[17]。前年新設の「柏おどりLIVE」は、模範演舞としての形での開催に変更[18]。

## 主なイベント
※いくつかイベントがあるため伸縮型メニューで表記。柏ねぶたは後述とする。

## 柏ねぶた
1994年から2023年に、西口イベントとして開催されていた。例年ならば両日の17:30～19:00（東日本大震災前は18:00～20:00）頃が運行時間。夕立や台風等、荒天の場合は中止となる。
元々、柏市と旧青森県柏村（平成の大合併により、現在はつがる市）との交流があり、柏市でのねぶたが実現した。第1回目の出陣は本場青森から運行、囃子、跳人を呼び、見世物として開催し、単年で終わる予定であった。このときのねぶたのテーマは「平将門」であった。
しかし、地元市民の開催を望む声が高まっていた。前述の1995年の規模縮小開催を経て、西口の地元商店会が中心となり1997年から地元市民が運行する形で再スタートし、市民参加型のイベントとして定着した。近年は関東地方でも渋谷センター街、桜新町、靖国神社など、イベントの1つとしてねぶたの運行を行う祭りが増えてきているが、2000年以前から行われている青森県外での青森市型のねぶたは、関東以外以外では福江みなとまつり（1977年開始で圧倒的に古く、青森県内の小規模市町村並みの台数を誇る、長崎県五島市）、柏市以外の関東地方では湘南ねぶた（1997年開始、神奈川県藤沢市）、まつりつくば（つくば大パレードとして1998年開始、茨城県つくば市）くらいである。
特徴としては、西口のペデストリアンデッキや、あさひ通り商店街等の狭い道路を通過するため、高さや幅を柏専用で製作している。本場青森ねぶたより小さい（W=6m、D=4m、H=3m）サイズのねぶたが3基運行するが、規制線がないため目の前を通過する迫力は本場に引けを取らない。製作者は本場青森ねぶた祭のねぶた師で存命するねぶた名人の1人、五代目ねぶた名人の千葉作龍氏である。2012年までは「平将門」、「妙見尊星王」、「不動明王」、「討入り」、「勧進帳」、「富士の誉」、「津軽為信」が製作された。2013年には5年ぶりに「勧進帳」に代わる新作「安倍晴明」が作られ、「富士の誉」「津軽為信」もリニューアルされた。それ以降は2年に1度新作が制作されている。
この他、子供ねぶたも別に1基製作され参加している。テーマは、その年人気のキャラクター（過去には「ケロロ軍曹」、「おでんくん」などで、後述する最後の2023年は「ポケットモンスター スカーレット・バイオレット」のクワッス・ニャオハ・ホゲータ）や、その年の時事を反映した（過去には愛・地球博開催年でのモリゾー・キッコロ、東京スカイツリー開業年でのソラカラちゃんなど）ねぶたであり、このねぶたの製作者は地元のフリースクールである「ゆうび小さな学園」の生徒たちである。学園自体が豊四季の凸版印刷柏工場の近くにあるため、毎年初日（土曜日）の開始前に学園から柏駅西口まで数時間かけて実際に運行しながら移動する。
運行ルートは、南口商店街→西口ステージ→あさひ通り→西口ステージ→西口本通り→西口ステージとなり、最後はT館高島屋方向に帰っていく。なお、ねぶたが西口ステージを離れている時間帯、西口ステージでは「ねぶたの代表的なお囃子の披露」などが行われ、ステージ上の跳人だけでなくステージ前広場の観客なども参加し、会場全体が「ラッセラー」の掛け声のもと、見よう見まねで演者と観客一体となって盛り上がりを見せる。
柏商工会議所婦人会等の団体、二松学舎の有志団体、市の広報（広報かしわ）募集で参加した一般跳人など、在京の青森県人以外にも正装した跳人は年々増えている。
2014年に、第2回（1997年）運行から参加していた柏ねぶた囃子会は解散し、代わって2015年から柏ねぶた運行委員会が運営する柏佞武多会が運行・囃子・跳人の地元育成を目指して設立された。2015年からは囃子方として、柏佞武多会と共に、前述のオープニングパレードや日曜の西口最初を飾るコンサートを行っている、市立柏高校吹奏楽部も参加するようになった。更にこの2015年からは、柏ねぶたを同じ千葉県の佐倉市で毎年8月に行われる「臼井ふるさとにぎわい祭」で行われるようになった。
前述の通り、ねぶたの管理費や修繕費の負担が大きいことから、2023年を最後に廃止となった。残っていたのは以下の2基のみで、上記子供ねぶたのみ2023年用の新作（前述のポケモンモチーフのもの）が作られたものの、例年の3基（+子供ねぶた1基）よりは少ない形で最後を迎えることになった。子供ねぶたを除く2基は今後処分される。
- 「香取の神経津主命・鹿島の神武甕雷命」（2017年新作、「津軽為信」との入れ替え） - 柏まつり40回目の節目として登場[24]
- 「千葉介常胤・源頼朝 富士川の勝鬨」（2019年新作、「降魔調伏 安倍晴明」との入れ替え） - 結果的に2019年・2023年の2回しか披露されなかった。

2024年以降、柏まつりでのねぶた披露は途絶えたが、同じ柏市内の柏の葉地区で行われる「柏の葉T-SITE 夏祭り」で新たにねぶた祭が開催されることになり、事実上の後継イベントとなった。ただし、規模は大幅に縮小しており、ねぶたの製作は東京都立高等学校（年により異なり、工芸高校、六郷工科高校がこれまでに担当）が小規模ねぶたを1基制作するのみで、子供ねぶた（ゆうび小さな学園）は製作・参加共にしていない。

## 問題点
毎年多くの人が参加する祭りではあるが、いくつかの問題点が指摘されている。
- 毎年1,000万円以上の市税が祭りに使われていることを問題視する声がある。柏市としては、市民同士のつながりを深めるために必要なものとしている。
- 柏駅前が長時間にわたり交通規制がかかるため、周辺地域の騒音やバスへの乗り継ぎが不便になる（駅から離れた場所に臨時バス停があり、かつ祭りの混雑で移動が困難）など支障が出る。
- 2011年に限っては、節電対策と祭りの開催自体が矛盾しているとの声がある。ただし、前述のとおり大幅に時間を見直して、特に夜の開催を取り止めるなどの対策が行われた。2012年以降についても、節電への配慮で夜間開催を1時間減らす形で、開催時間全体を従来より1時間前倒しすることになった。